# 奈良県立十津川高等学校
奈良県立十津川高等学校（ならけんりつ とつかわ こうとうがっこう、英: Nara Prefectural Totsukawa High School）は、奈良県吉野郡十津川村込之上に所在する、県立の連携型中高一貫教育校。

## 概要
奈良県内で最も小規模な高校であり、最も南に位置する高校でもある。そのため、和歌山県内の指定区域から通学する生徒も若干名いる。
奈良県内で、天気予報の発表区分における、一次細分区域「奈良県南部」および二次細分区域「奈良県南西部」に属する唯一の高校である。
2001年度（平成13年度）より、十津川村立上野地中学校、十津川村立小原中学校、十津川村立折立中学校、十津川村立西川中学校の4校と連携し、中高一貫教育の実施を開始した。2012年度以降は、前述の4校が統合した十津川村立十津川中学校と連携を実施している。
部活動では、剣道部が「十津川剣道」の土地柄もあり、2005年度（平成17年度）にインターハイに出場、例年近畿大会・県大会でも優秀な成績を収めるなど強豪である。また、県下で唯一のボート部も付近にダム湖があり、練習場には事欠かないなど土地柄の特性にも支えられ、インターハイに出場している。
2024年（令和6年）度より、ボート部と剣道部が、奈良県教育委員会より、部活動等に力を入れている学校を重点的に支援する「スポーツ・文化活動推進校」の指定を受け、それぞれの部活動に詳しい専門性の高い教員が顧問等として継続的に配置されている。

### スクール・ミッション
「知・徳・体」の調和のとれた人間性豊かな生徒の育成、将来の地域を担う人材の育成及び輩出

### 教育目標
1. 多様な学習に取り組み、生徒が自ら発案し、自ら実践できる力を育成する。
2. 生徒や地域住民の生命と未来を守るため、防災教育及びキャリア教育を推進する。
3. 生徒・教職員相互に強固な信頼関係を築き、規範意識やコミュニケーション能力を育成する。
4. 学習活動の中で生徒が日々やりがいを感じ、自己の能力に自信をもって行動することで、将来、地域社会に貢献できる能力を育成する。
5. 保護者や地域からの信頼に応え、地域とともにある学校づくりを推進する[4]。

### 教育方針
十津川の雄大な自然と地域の温もりの中で、創立以来培われた本校の歴史と伝統を継承し、校訓・校歌の精神の具現化を図り、民主的な社会の形成者として新しい文化を創造できる「知・徳・体」の調和のとれた人間性豊かな生徒の育成を目指す。

#### アドミッション・ポリシー
以下のような生徒を積極的に受け入れる。
1. 本校の使命や教育方針を理解する生徒
2. 本校で学ぶ強い意志のある生徒
3. 相手を尊重し、互いの違いを認め合える生徒
4. 集団生活のできる生徒
5. 将来の進路について自ら考え、その実現に向け自ら行動できる生徒[1]

#### カリキュラム・ポリシー
十津川の雄大な自然と地域の温もりの中で、スクール・ミッション達成のために以下の教育を行う。
1. 生活面、学習面において、生徒一人一人に合ったきめ細かな指導を行い、基本的生活習慣の定着に基づく確かな学力の育成に取り組む。
2. 生徒一人一人の興味関心に応じた科目選択ができるカリキュラムを編成し、学校の特色を活かした学校設定科目を開設して専門性を深める教育を行う。
3. 多様な学習に取り組み、生徒自ら課題を見つけ、自ら実践し、ICT機器を活用して考えを表現できる力を育成する。
4. 生徒や地域住民の生命と未来を守るため、防災教育及びキャリア教育を推進する。
5. 規律ある集団生活を通して、規範意識やコミュニケーション能力を育成する。
6. 小中高の連携、ボランティア活動など地域と共にある学校づくりの活動を通して、自尊感情や自己有用感を涵養する[1]。

#### グラデュエーション・ポリシー
卒業までに、以下の資質・能力の育成に努める。
1. 人とのつながりを大切にする視点を基に、地域への愛着や誇りをもって地域に貢献しようとすることができる。
2. 卒業後も向上心をもって意欲的に学び続けることができる。
3. 正しい判断力を身に付け、自らの進路を切り開くことができる。
4. 自然災害から身を守り、他人や地域の安全を支えることができる[1]。

#### 校訓
校訓は、以下の通りである。
- 自由進取を旨とし、気魄と情熱に燃えよ
- 理想高く、一意専心学道に精励せよ
- 友情かたく、品位ある学徒たれ[2]

## 沿革

### 年表
- 1864年（元治元年）6月5日 - 孝明天皇の勅命により、折立村の松雲寺を仮館舎として中沼了三が文武館を開設。
- 1865年（慶応元年）1月 - 折立村字平山に移転。

私立中学文武館・十津川中学文武館
- 1900年（明治33年) 11月 - 文部省告示第215号により私立中学文武館となる。
- 1920年（大正9年）10月 - 十津川中学文武館と改称。
- 1927年（昭和2年）8月 - 十津川村込之上に新館舎落成に伴い、移転。
- 1942年4月 - 奈良県に移管され奈良県立十津川中学文武館となる。

十津川高等学校
- 1948年9月 - 学制改革により奈良県立十津川高等学校となる。
- 1959年7月 - インターハイに剣道部初出場。
- 1963年11月 - 創立100周年記念式典を挙行。
- 1968年
  - 3月 - 女子寄宿舎及び管理棟落成。
  - 12月 - 男子寄宿舎落成。
- 1970年8月 - 体育館兼講堂落成。
- 1973年
  - 6月 - 本館落成。
  - 10月 - 県立移管30周年記念式及び全面改築落成式を挙行。
- 1976年3月 - 職員公舎落成。
- 1977年2月 - 格技場落成。
- 1990年（平成2年）3月 - 生徒食堂全面改築・職員公舎落成。
- 1993年8月 - 寄宿舎全面改修。
- 1994年8月 - 体育館兼講堂全面改修。
- 1997年11月 - 紀伊半島3県高等学校ネットワーク推進事業を開始。
- 2001年4月 - 十津川村立4中学校と連携型の中高一貫教育を開始。
- 2005年4月 - 文部科学省･奈良県教育委員会より｢道徳教育推進研究校｣の指定を受ける。
- 2008年9月 - 文部科学省より「新しい環境教育の在り方に関する調査研究事業」の指定を十津川村立4中学校と高校が受ける。
- 2012年4月 - 文部科学省より「平成24年度実践的防災教育総合支援事業」実践校の指定を受ける。
- 2013年
  - 3月 - 東海大学・工学部と教育連携協定を締結。
  - 4月 - 募集人員を10名減員し、全日制普通科に工芸コースを新設。[5][6]
- 2015年1月 - ボート部で特色選抜の全国募集を実施。
- 2016年1月 - 工芸コースで特色選抜の全国募集を実施。
- 2018年
  - 4月 - 十津川高校、十津川中学校、十津川第一小学校、十津川第二小学校との十津川地域連携教育を開始。
  - 11月 - 十津川高等学校連携型中高一貫教育に関する入学者選抜を廃止。「ふるさと共生コース」及び「木工芸・美術コース」の生徒募集を開始。
- 2019年
  - 1月 - 全コース（寮生活）で特色選抜の全国募集を実施。
  - 4月 - 全日制普通科の「普通コース」を「ふるさと共生コース」に、「工芸コース」を「木工芸・美術コース」に改編。
- 2022年（令和4年）11月 - 普通科の生徒募集を停止。募集人員を30名減員し、総合学科の生徒募集を開始。
- 2023年
  - 1月 - 総合学科（寮生活）で特色選抜の全国募集を実施。
  - 4月 - 全日制普通科を総合学科に改編。

## 基礎データ

### 所在地
- 奈良県吉野郡十津川村込之上58

### 通学区域
- 奈良県内全域
- 和歌山県内指定地域

奈良県と和歌山県との覚書による。指定地域内の公立中学校を卒業したものが志願出来る。
- 設定無し[注釈 1]

2005年度以前は、南部学区（十津川村、旧大塔村及び野迫川村）所属の唯一の学校であった。奈良県立高校の中で寄宿舎（寮）を有するのは奈良県立五條高等学校と十津川高校のみである。

### アクセス
- 奈良交通バス「込の上」停留所下車すぐ[注釈 2]

### 象徴

#### 校章
校章は、十津川郷の郷章である「菱十」の紋をかたどったものである。「菱十」は、幕末に十津川郷士が禁裏守護のために上洛中、御沙汰書を賜わって制定された十津川郷の郷章である。その郷章に「高」の一字を重ねたのが、本校の校章である。。 

#### 校歌
作詞は井本農一、作曲は林忠保による。歌詞は2番まであり、校名は登場しない。2番の歌詞にある「暮らしは低く、思いは高く」は、ウィリアム・ワーズワースの詩の一節を引用し、翻訳したものである。

## 設置する課程、学科、コース及び定員
- 全日制
  - 普通科（2023年度より生徒募集停止）
    - 木工芸・美術コース - 30名（募集人員30名、特色選抜）
      - ボート部 - 5名上限（募集人員5名上限、特色選抜[注釈 3]；全国募集）

    - ふるさと共生コース - 40名（募集人員40名、特色選抜）
      - ボート部 - 6名上限（募集人員6名上限、特色選抜[注釈 3]；全国募集）
      - 寮生活 - 11名上限（募集人員11名上限、特色選抜[注釈 3]；全国募集）

  - 総合学科 - 80名（募集人員40名、特色選抜；2023年度より生徒募集開始）
    - 文理総合系列
    - 木工芸系列
    - 美術系列
    - 地域探究系列
      - ボート部 - 12名上限（募集人員6名上限、特色選抜[注釈 3]；全国募集）
      - 寮生活 - 12名上限（募集人員6名上限、特色選抜[注釈 3]；全国募集）

### 生徒募集

#### 奈良県立高等学校入学者全国募集
該当する学科コースにおいて、以下の枠組みで特色選抜および二次募集で全国募集を実施する。
1. 高等学校入学後、ボート部に所属し、選手として３年間継続して活動する意欲がある者
2. 奈良県十津川村に移住し、寮生活をしながら総合学科での学習を希望する者[7]

#### 十津川高等学校連携型中高一貫教育に関する入学者選抜
2001年度より開始した連携型の中高一貫教育に伴い、調査書成績、作文の得点、調査書の「総合所見」、面接の結果、「中高連携した学習の記録」を資料とする「十津川高等学校連携型中高一貫教育に関する入学者選抜」が実施された。
2012年度より、特色選抜の学力検査を使用した国語、数学及び英語の学力到達度調査が作文に替わり実施されたが、2019年度より当該入学者選抜が廃止された。

## 高校関係者と組織

### 高校関係者組織
- 奈良県立十津川高等学校学校運営協議会 - 保護者、地域住民、校長、関係行政機関の職員の中から委嘱された委員による機関。学校運営及び当該運営への必要な支援に関して協議する。
- 奈良県立十津川高等学校同窓会 - 卒業生による同窓会組織
- 奈良県立十津川高等学校育友会 - 生徒保護者による保護者会組織で、会員は入会金及び年会費を納入する。
- 奈良県高等学校PTA協議会 - 奈良県立教育研究所内に事務局を置くPTA協議会。奈良県立十津川高等学校育友会の会員をもって会員とし、会員は単位PTA分担金として会費を納入する。

### 高校関係者一覧

#### 著名な出身者
- 東武 - 元農林政務次官。元衆議院議員（北海道2区・北海道8区選出；立憲政友会）、北海タイムス創業者
- 大前憲三郎 - 陸地測量部長。陸軍中将
- 野長瀬正夫 - 詩人
- 中畑義愛 - 電通元社長